# 분기 한정법
분기 한정법(分岐限定法, Branch and bound)은 다양한 최적화 문제를 풀기 위한 범용 알고리즘이다. 주로 이산 최적화나 조합 최적화 문제를 풀 때 쓴다. 분기 한정법은 모든 후보해를 체계적으로 늘어놓으면서 최적화할 수치의 상한과 하한을 추정, 가망 없다는 판정이 나는 해를 제거해 나간다. 제거하는 해에서 파생되는 해는 살펴보지 않기 때문에 불필요한 시간 소모를 줄이게 된다.
이 방법은 A. H. 랜드와 A. G. 도이그가 1960년에 선형 계획법을 풀기 위해서 제안하였다.

## 같이 보기
- A* 알고리즘
- 퇴각검색
- 분기 절단법
- 진화 알고리즘
- 알파-베타 가지치기